# Pont-de-l'Arche
Pour les articles homonymes, voir Pont (toponyme).
Pont-de-l'Arche est une commune française du département de l'Eure, en région Normandie.
Ses habitants s'appellent les Archépontains.

## Géographie

### Localisation
Pont-de-l'Arche se situe sur la rive gauche de la Seine, l'Eure y parcourant ses derniers mètres. Le pont de la ville enjambe les deux cours d'eau.
Pont-de-l'Arche est à 20 km au sud de Rouen et à 35 km au nord d'Évreux.
| Sotteville-sous-le-Val (Seine-Maritime) | Igoville        | Alizay (par un angle) |
| Criquebeuf-sur-Seine                    | Pont-de-l'Arche | Les Damps             |
|                                         | Tostes          | Léry (par un angle)   |

### Géologie et relief
Sur le plan géologique, le centre-ville est situé sur un coteau bordant l'ancien lit de la Seine.

### Boisement
La forêt de Bord-Louviers permet aux habitants et aux touristes de belles promenades.

### Voies de communication et transports
La Gare de Pont-de-l'Arche est située sur la rive opposée de la Seine sur les territoires des communes d'Alizay et d'Igoville. La commune de Pont-de-l'Arche est desservie par la ligne 215 du réseau Nomad et par la ligne 5 du réseau SEMO.

### Hydrographie
La commune est située dans le bassin Seine-Normandie. La commune est traversée par l'Eure, et la Seine constitue sa limite naturelle au nord. Un déversoir depuis l'Eure vers la Seine (49° 18′ 26″ N, 1° 09′ 18″ E, altitude non cotée : 4 m) est présent sur son territoire tandis que le point de confluence ultime de l'Eure et de la Seine se trouve à 10 km en aval, au niveau de l'ancien petit barrage de Martot,.
L'Eure, un canal, chenal et cours d'eau naturel non navigable d'une longueur de 229 km, prend sa source dans la commune de Longny les Villages et se jette  dans la Seine à Saint-Pierre-lès-Elbeuf, après avoir traversé 91 communes.

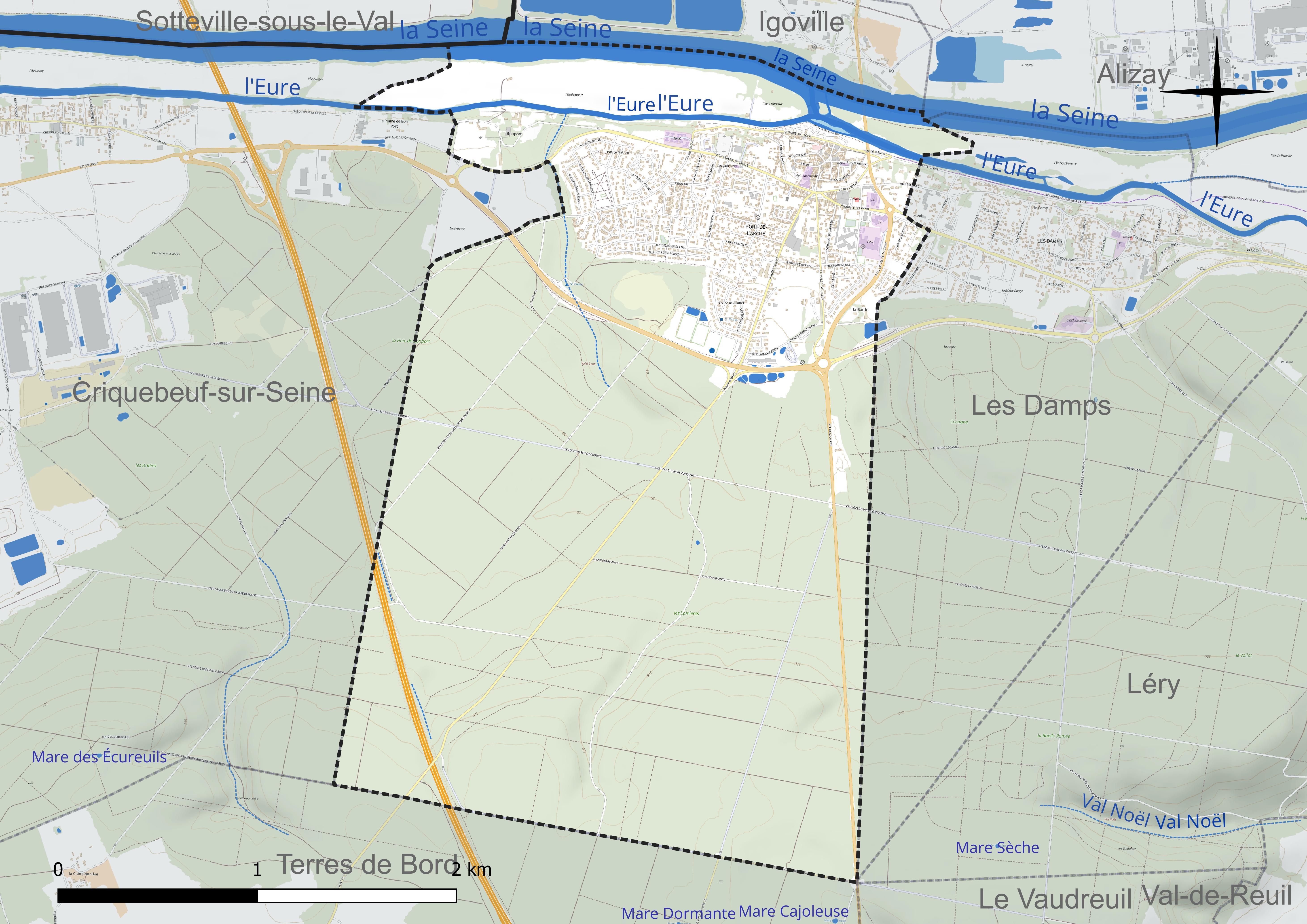
Réseau hydrographique de Pont-de-l'Arche.

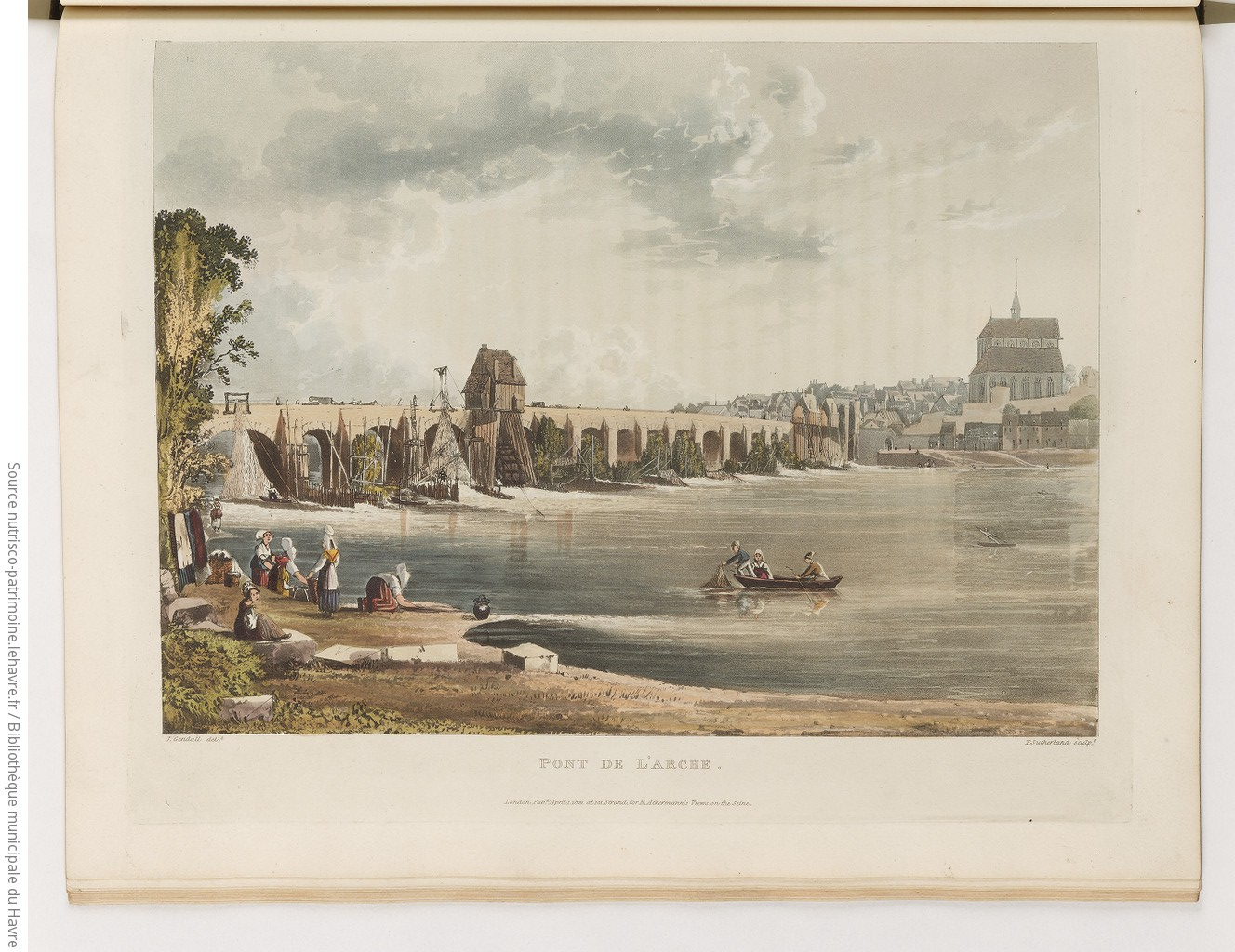
Picturesque tour of the Seine from Paris to the sea, with particulars historical and descriptive,

### Climat
Pour des articles plus généraux, voir Climat de la Normandie et Climat de l'Eure.
En 2010, le climat de la commune est de type climat océanique dégradé des plaines du Centre et du Nord, selon une étude du CNRS s'appuyant sur une série de données couvrant la période 1971-2000. En 2020, Météo-France publie une typologie des climats de la France métropolitaine dans laquelle la commune est exposée à un climat océanique et est dans la région climatique  Côtes de la Manche orientale, caractérisée par un faible ensoleillement (1 550 h/an) ; forte humidité de l’air (plus de 20 h/jour avec humidité relative > 80 % en hiver), vents forts fréquents. Parallèlement le GIEC normand, un groupe régional d’experts sur le climat, différencie quant à lui, dans une étude de 2020, trois grands types de climats pour la région Normandie, nuancés à une échelle plus fine par les facteurs géographiques locaux. La commune est, selon ce zonage, exposée à un « climat des plateaux abrités », correspondant aux plaines agricoles de l’Eure, avec une pluviométrie beaucoup plus faible que dans la plaine de Caen en raison du double effet d’abri provoqué par les collines du Bocage normand et par celles qui s’étendent sur un axe du Pays d'Auge au Perche.
Pour la période 1971-2000, la température annuelle moyenne est de 11 °C, avec une amplitude thermique annuelle de 14 °C. Le cumul annuel moyen de précipitations est de 770 mm, avec 12,2 jours de précipitations en janvier et 8,2 jours en juillet. Pour la période 1991-2020, la température moyenne annuelle observée sur la station météorologique la plus proche, située sur la commune de Louviers à 10 km à vol d'oiseau, est de 11,8 °C et le cumul annuel moyen de précipitations est de 719,5 mm,. Pour l'avenir, les paramètres climatiques de la commune estimés pour 2050 selon différents scénarios d’émission de gaz à effet de serre sont consultables sur un site dédié publié par Météo-France en novembre 2022.

## Urbanisme

### Typologie
Au 1er janvier 2024, Pont-de-l'Arche est catégorisée bourg rural, selon la nouvelle grille communale de densité à sept niveaux définie par l'Insee en 2022.
Elle appartient à l'unité urbaine de Pont-de-l'Arche, une agglomération intra-départementale regroupant deux  communes, dont elle est ville-centre,,. Par ailleurs la commune fait partie de l'aire d'attraction de Rouen, dont elle est une commune de la couronne,. Cette aire, qui regroupe 317 communes, est catégorisée dans les aires de 200 000 à moins de 700 000 habitants,.

### Occupation des sols
L'occupation des sols de la commune, telle qu'elle ressort de la base de données européenne d’occupation biophysique des sols Corine Land Cover (CLC), est marquée par l'importance des forêts et milieux semi-naturels (71,5 % en 2018), une proportion sensiblement équivalente à celle de 1990 (72 %). La répartition détaillée en 2018 est la suivante : 
forêts (64,9 %), zones urbanisées (16,5 %), prairies (8,5 %), milieux à végétation arbustive et/ou herbacée (6,6 %), eaux continentales (3 %), terres arables (0,5 %). L'évolution de l’occupation des sols de la commune et de ses infrastructures peut être observée sur les différentes représentations cartographiques du territoire : la carte de Cassini (XVIIIe siècle), la carte d'état-major (1820-1866) et les cartes ou photos aériennes de l'IGN pour la période actuelle (1950 à aujourd'hui).

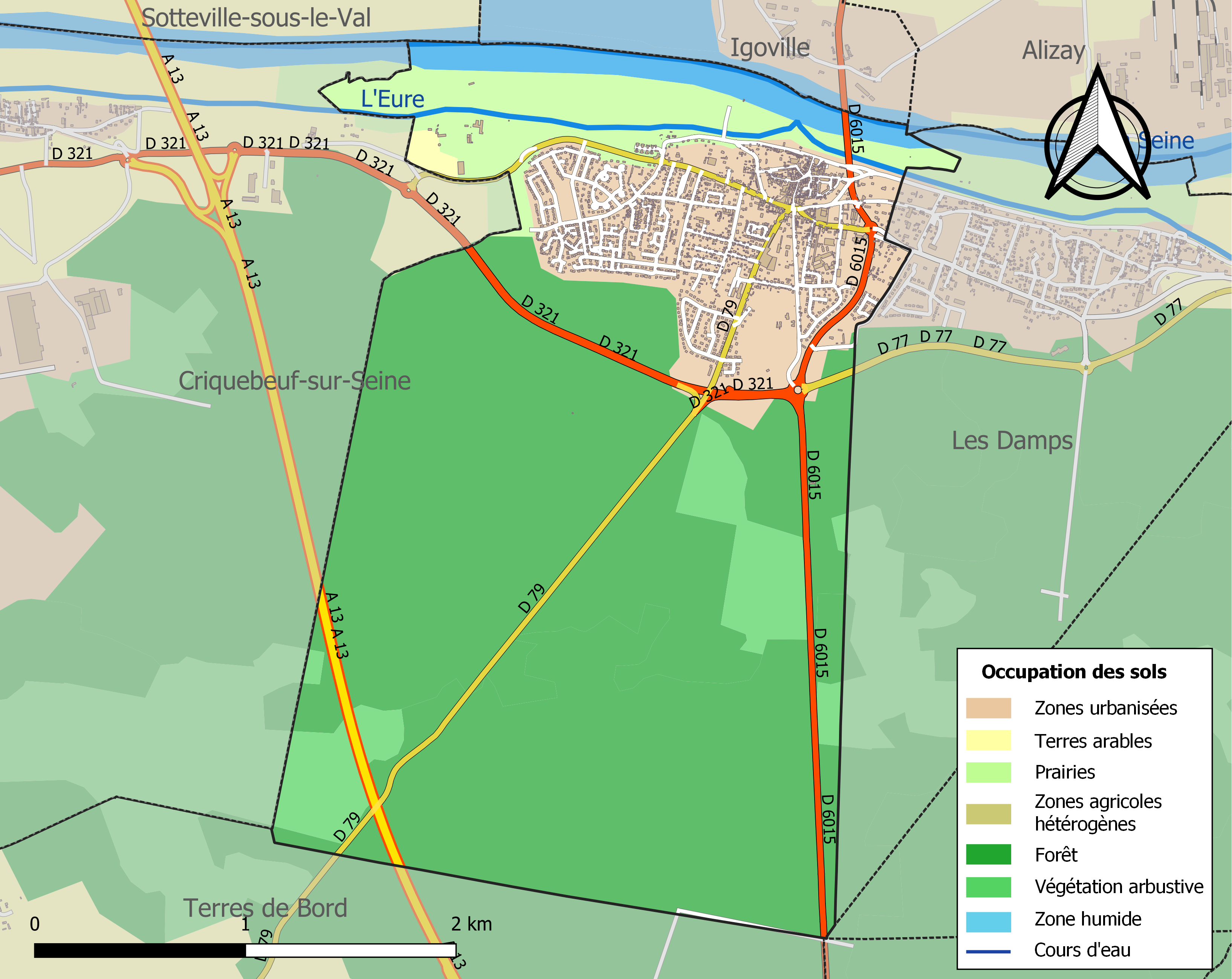
Carte des infrastructures et de l'occupation des sols de la commune en 2018 (CLC).
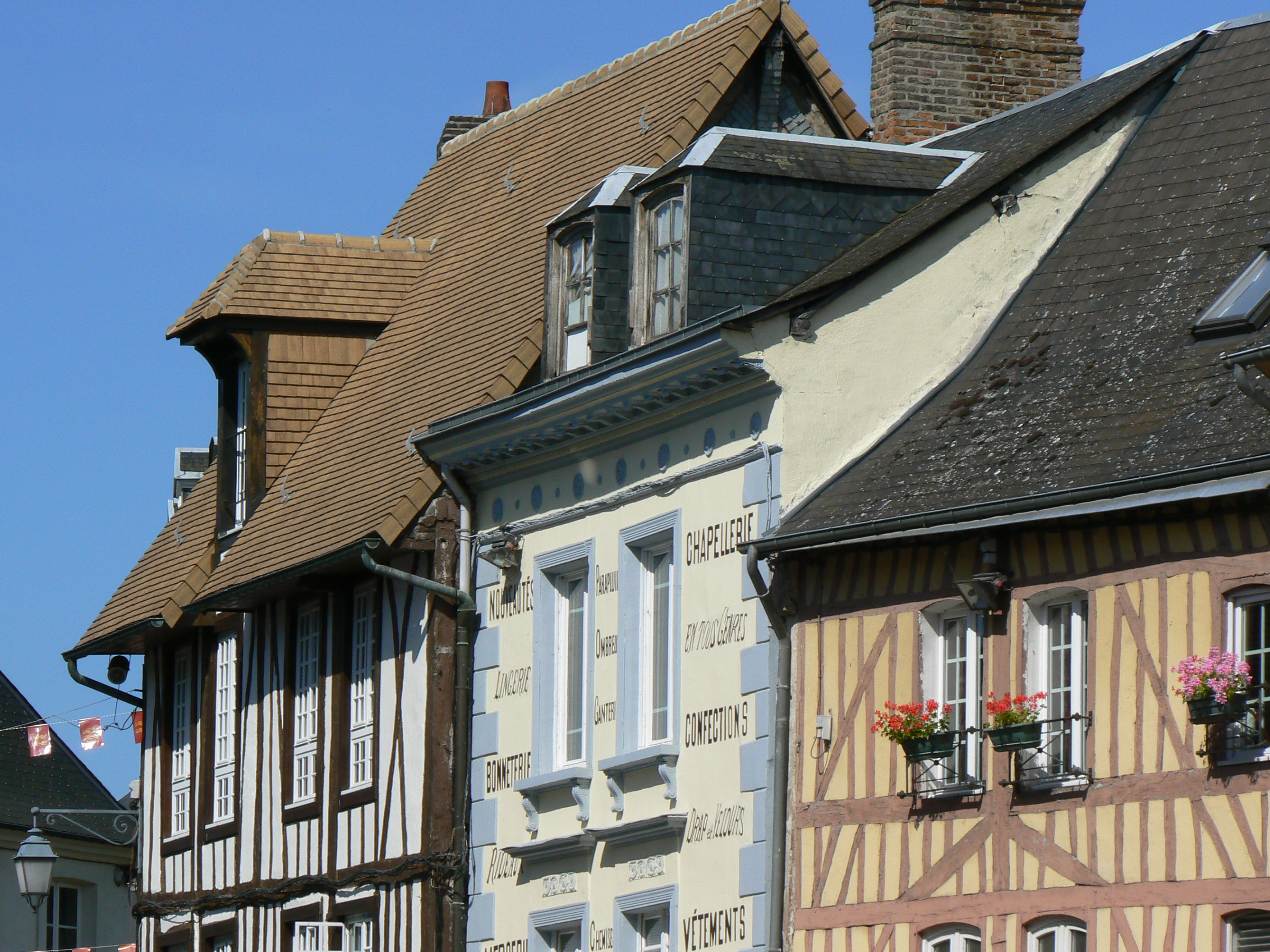
Le cœur de ville présente de très belles façades à pans de bois.

## Toponymie

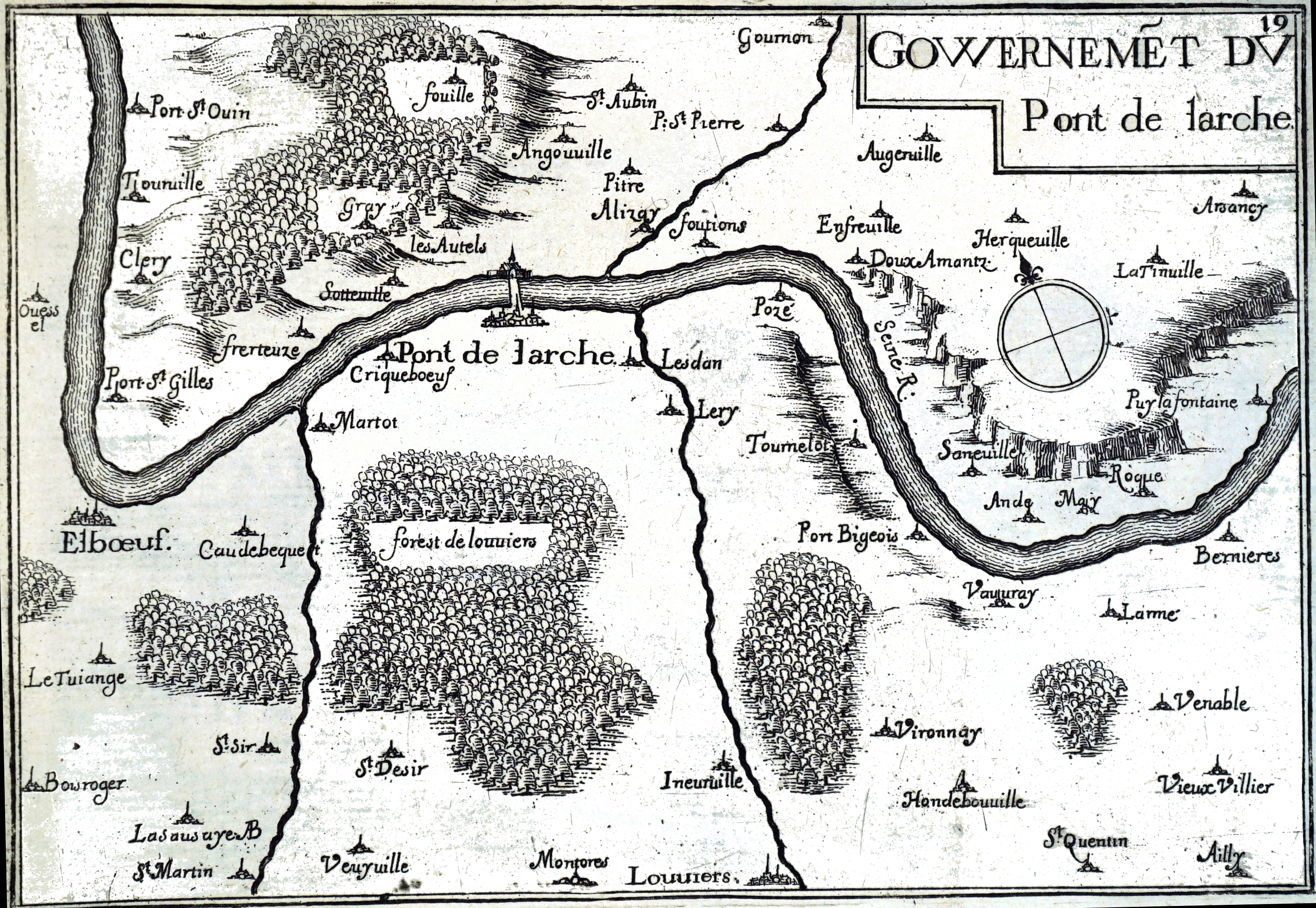
Sur une carte du XVII par Tassin.

Le nom de l'actuelle commune est attesté sous les formes : ad Archas [usque As Danas dicitur] fin du Xe siècle ; Pons Archas vers 1020 (charte de Richard II) ;Pontem Archas 1025 (Fauroux 36) ; Ad Pont des Arches en 1037 et vers 1045 (Fauroux 103) ; el Pont des Arcas vers 1047 (Fauroux 107) ; [apud Hasdans quae] Archas [dicitur] fin du XIe siècle ; [Asdans qui lors] Arches [appelée] au XIIe siècle ; Pons Arcis Meæ vers 1160 (dipl. de Henri II) ; Pons Arche en 1180 ; Pons Archarum et Pons Arcæ vers 1200  (carte de la Normandie) ; Pons Archie, 1210 (cart. normand) ; Pons Arcæ en 1216 (Mabillon, Annot. ad Vit. S. Condedi) ; puis sous diverses latinisations : Pons Arcûs en 1310 (martyrologium Ebroicense), Pons Archæ, Pons Archie, Pons Archas, Pons Arcuatus (Denyau, Rollo North. Brit.), Pons Arquatus (Piganiol de la Force), Pons Arcatum, Pons Arcis, Arx Pontis en 1557 (Rob. Cœnalis), Pons de Arcis (Dict. univ. de la France, 1726), et en français : Pont de l’Arce en 1346 (Froissart) ; Pont des Arches (Gall. christ.) ou Pont des Archiers.
La forme contemporaine Pont-de-l'Arche ne correspond pas à la plupart des formes anciennes qui donnent le mot Arches (ou Arc[h]as) au pluriel. Quelques formes anciennes attestent d'un emploi du mot Archas sans le mot Pont (Pons), en outre, elles l'identifient aux Damps ([H]asdans). Le terme Pont (Pons) apparaît précocement, peut-être pour lever l'ambiguïté du mot arche, qui pouvait avoir aussi le sens plus général de « pont » au Moyen Âge.
Pour une raison inconnue, l'appellation Pont-de-l'Arche s'est donc substituée à celle de « Pont d'Arches » ou « Pont des Arches ». F. de Beaurepaire fait remarquer que la forme -Arches qui s'est imposée, est de type « francienne », c'est-à-dire caractéristique du français central et parisien, et non pas de type normanno-picard *-Arques comme on pourrait l'attendre, alors que la commune est située nettement au nord de la ligne Joret. Arques aujourd'hui Arques-la-Bataille (Arcas en 750 et en 944) dans l'actuel département de la Seine-Maritime représente la version normande du toponyme.

## Histoire

### Création de la ville: raisons militaires
Station sur la voie romaine allant de Rouen à Évreux où elle franchissait la Seine, citée dans l'itinéraire d'Antonin, la ville a été créée après la construction de fortifications militaires sur le territoire du village des Dans en amont, c'est-à-dire Les Damps qui signifierait « les Danois », alors que l'abbaye Notre-Dame de Bonport a été construite au lieu-dit Maresdans, « la mare aux Dans » en aval. Un pont de bois a été construit sur la Seine et l'Eure à partir de 862 et protégé par deux forts de part et d'autre. Ces défenses du règne de Charles II ont été décidées lors des plaids de Pîtres. Vers 869, le pont et les deux forts auraient été achevés. Vers 870, le pont fut renforcé, avec 22 arches fermées de herses, par Charles le Chauve pour essayer de contrer l'avancée des Vikings sur la Seine.
Ils ont servi notamment en 885 à l'occasion d'une offensive des Vikings lors du siège de Paris. Le pont « de l'Arche » (c'est-à-dire « de la forteresse ») a retardé l'avancée des Vikings qui ont mis quatre mois pour atteindre Paris à partir de l'embouchure de la Seine. Cependant, les rois francs peinaient à mobiliser les troupes de leurs vassaux. Ainsi, le fort de Pont-de-l'Arche a certainement manqué d'hommes de garnison.
La paroisse de Pont-de-l'Arche apparaît dans une charte de Richard, duc de Normandie accordant en 1020 des droits spirituels et surtout financiers (notamment sur le trafic fluvial) à l'abbaye de Jumièges.
La ville s'est développée autour du pont fortifié, ouvrage nécessitant le halage des bateaux et permettant de percevoir des droits de passage. À la fin du XVIIIe siècle, la ville était encore dans la limite des remparts centrés sur le pont comme on peut le voir sur l'atlas de Trudaine.

### Développement d’une place forte: enjeu de lutte entre rois d’Angleterre et de France

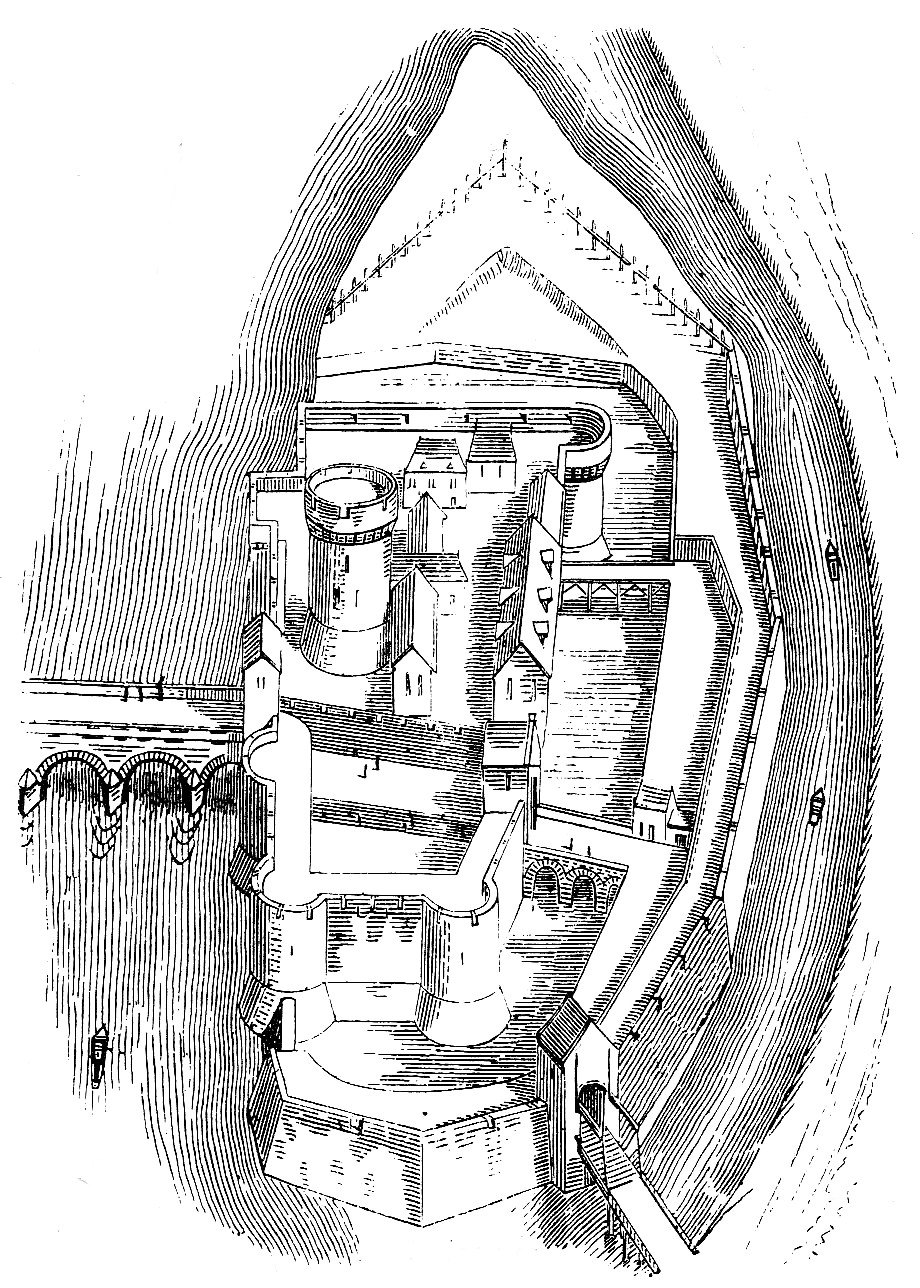
Le châtelet de Pont-de-l'Arche.

Pont-de-l'Arche apparaît dans les archives des luttes entre Richard Cœur de Lion, duc de Normandie et roi d'Angleterre et Philippe II dit Philippe Auguste, roi de France. Le roi Richard avait fait rénover le pont et donner des moyens pour fonder l'abbaye Notre-Dame de Bonport (deux kilomètres en aval de Pont-de-l'Arche) peu avant de faire bâtir Château-Gaillard. Dans ce contexte de lutte entre rois, le château du Vaudreuil a été détruit ainsi que le pont originel, également détruit en 1203, par Jean sans Terre alors en guerre contre Philippe Auguste.
En 1204, lorsque le roi de France a repris possession de la Normandie, ces destructions ont facilité le choix de Pont-de-l'Arche comme chef-lieu militaire.
Philippe Auguste établit à Pont-de-l’Arche son principal lieu de résidence en Normandie. Il reconstruit le pont (qui s'écroula en 1856), fortifia la ville avec des remparts en pierre de taille de Vernon. Il fit de même pour le fort de Limaie de l’autre côté du pont, rive droite, dont il bloquait l’accès, telle une barbacane. Ce fort avait une tour philippienne constituant un observatoire idéal sur le fleuve et le halage des bateaux. Les atouts géographiques et militaires de la ville lui ont permis de devenir le siège d’un bailliage secondaire de Rouen.

### Rôle en maîtrise de territoire et de police intérieure
L'assise militaire protégeait le territoire des envahisseurs et assurait la police intérieure du royaume. Pont-de-l’Arche maîtrisait le trafic fluvial et donc l’approvisionnement de Rouen, ville pouvant tomber aux mains ennemies. Elle a été un enjeu de combats entre rois d’Angleterre et de France pendant la guerre de Cent Ans. Lors de sa chevauchée de 1346, Édouard III n'ayant pas réussi à la prendre, ni le pont, brûle la ville, puis poursuit vers Mantes, en pillant et brûlant Louviers, Lery, Le Vaudreuil Gaillon, Vernon, Pacy, Bréval, Bonnières-sur-Seine, Mousseaux-sur-Seine et Freneuse. La ville offrait à cette époque une base arrière idéale en cas d’attaque de Rouen. Henri V, roi d’Angleterre, s'en rend maître en 1418 et la ville est occupée jusqu’en mai 1449, date à laquelle elle est prise par Charles VII.
En 1466, luttant contre la Ligue du Bien public, Louis XI reprend le fort de Limaie aux nobles de Louviers. Il y établit un camp en 1481 de près de vingt mille hommes devant constituer, après instruction des bandes suisses, les premiers bataillons de piquiers, les célèbres « bandes de Picardie » à l'origine du régiment de Picardie qui deviendra le 1er régiment d'infanterie de ligne française.
En 1589, les troupes d’Henri IV assiégeant Rouen sont ravitaillées à partir de Pont-de-l’Arche. Le gouverneur Anne Le Blanc du Rollet avait ouvert la ville à Henri IV, roi contesté qui, en retour, avait donné aux armes de la ville trois fleurs de lys royales.
Bastille excentrée de Rouen, Pont-de-l’Arche était une base de repli en cas de révolte du peuple normand. Le lieu était sûr car il n'y avait pas assez d'habitants pour fomenter une révolte débordant la police locale. Mais tenir la ville ne suffisait pas et il fallait prendre le fort de Limaie sur l’autre rive de la Seine. Pont-de-l’Arche avait, en police intérieure et en maîtrise de territoire en cas de guerre, un intérêt stratégique.
Ainsi, en 1562, lors des guerres de Religion, des protestants rouennais assiègent la ville avec six pièces d’artillerie espérant obtenir un butin. Ils s'en sont pris au pouvoir royal mais la ville est restée fidèlement catholique.
En 1650, la Fronde se sert des fortifications, le duc de Longueville utilise la garnison et le château contre le pouvoir royal. Le comte d'Harcourt, protégeant le voyage du roi en Normandie, reçut l’ordre d’attaquer. Il campa près des murs avec l’aide des habitants qui avaient pointé trois canons contre le château de l’autre côté de la Seine. Le duc de Longueville se servit de la place forte comme argument de négociation de la paix avec le roi.
En 1598, le parlement de Normandie et le peuple de Rouen demandent la destruction du château et des remparts qui constituent un danger pour la paix de la province. Cependant, les nobles qui percevaient des droits sur la ville négocièrent le maintien des remparts et ils ne tombèrent en désuétude qu’à la fin du XVIIIe siècle.

### La convoitise de privilèges royaux sous l'Ancien Régime
Les ambitieux regardaient la ville de Pont-de-l'Arche avec intérêt car elle comptait de nombreuses charges :
- la charge de gouverneur de la ville (police militaire locale) : les nobles gouverneurs ont été Concini, allié de Marie de Médicis, Charles d'Albert, duc de Luynes, Jean-Baptiste d'Ornano, Richelieu ;
- les quatre tribunaux : tribunal de première instance (le bailliage), perception de la taille (le tabellionage), le grenier à sel (monopole d’État) et l’administration des Eaux et forêts. Ils ont attiré des officiers royaux dans la ville ;
- les droits mineurs (droits de passage sur le pont, droit de halle, droit d'octroi…).

Ces charges rapportaient peu : une fabrique de drap ferma rapidement et la ville n'avait pas d'industrie pour faire vivre ses 1 700 habitants à la veille de la Révolution française mais était le chef-lieu de l’administration locale.

### La Révolution française et le Premier Empire ou la fin des privilèges
La Révolution française a fait de Louviers le chef-lieu de l’administration locale car le rôle militaire de Pont-de-l’Arche était dépassé par la prospère industrie manufacturière lovérienne, ville plus peuplée. C'est à cette époque que le fort de la rive droite, le fort de Limaie, fut détruit. 
Déjà en 1790, Elbeuf n'a pas été incluse dans le nouveau département de l'Eure à cause du refus de Louviers de ce concurrent drapier et les deux villes sont devenues chacune des chefs-lieux de circonscription. Hormis un juge de paix et une municipalité, Pont-de-l’Arche a perdu toute fonction administrative. 

Pendant la Révolution, les nouvelles municipalités ont rencontré des conflits similaires à ceux des nobles mais ils étaient publics. Après 1792, les républicains avancés ont dominé. Alexandre de la Folie, maire de Criquebeuf, est devenu propriétaire de l'abbaye Notre-Dame de Bonport. Il a été déchu après le 9 thermidor, date de la chute de Robespierre (1794).
Des conflits exacerbés par la famine ont surgi entre les régiments révolutionnaires et les habitants, fervents catholiques. Depuis des siècles, les habitants, le ventre vide, aidaient les bateaux de blé destinés à la population de Paris à franchir le pont barrant la Seine. Aussi, ils cessèrent le travail et se servirent en blé jusqu'à ce que l’armée ne les réprime. 

Napoléon Bonaparte, passé deux fois par Pont-de-l’Arche, comprit le danger pour la sécurité intérieure et fit construire une écluse, inaugurée en 1813, permettant de se dispenser d'aide locale et d'acheminer du pain pour éviter des insurrections parisiennes. Rappelons que le peuple en armes avait changé le cours de la Révolution à plusieurs reprises (déchéance du roi, répression des Girondins…).

Le début du XIXe siècle a été une période de misère avec peu d’événements si ce n’est l'occupation prussienne en 1815, la présence de la franc-maçonnerie[pas clair] et la création de la gare de Pont-de-l’Arche-Alizay en 1843.

### La révolution industrielle: l'industrie du chausson et de la chaussure
L'industrie du chausson s'est développée avec du travail faiblement payé. Les chaussons, d’abord réalisés dans les foyers ouvriers, ont ensuite été fabriqués dans des usines construites dans les ruelles médiévales à partir de la seconde moitié du XIXe siècle. La première raison sociale date de 1833 et a été déposée par Antoine Ouin, cordonnier, dont l'entreprise est devenue la société Marco. Les premières chaussures ont été réalisées à partir de 1899 avec de la mécanisation d'abord à la manufacture Henry et Albert Prieur. L'industrie de la chaussure se développa et, entre les deux guerres, une vingtaine d’usines employaient plusieurs milliers de personnes. Plus de 50 entreprises ont existé à Pont-de-l'Arche et Saint-Pierre-du-Vauvray (Labelle). La concurrence étrangère a provoqué des fermetures après la Libération, hormis l'enseigne Marco.

### Guerre et destructions
La ville a subi l'occupation prussienne en 1870 à cause du pont qui a failli être dynamité. Elle a abrité un camp de l'armée anglaise de 1915 à 1920. Elle a vécu les combats entre les panzers de Rommel et les armées française et anglaise en 1940.
Ses ponts ont été une des principales cibles des bombardements aériens de la Seconde Guerre mondiale mais  le patrimoine architectural a été épargné : l'église gothique du XVIe siècle, les maisons à pans de bois de la fin du Moyen Âge et de l'Ancien Régime, l'ancien bailliage du XVIIIe siècle, la maison du gouverneur (XVe siècle ?), les remparts (XIIIe siècle), le manoir de Manon…

### Développement depuis 1945
Depuis la Seconde Guerre mondiale, un fort accroissement démographique est intervenu avec des constructions attirant des personnes cherchant un cadre de vie agréable. Entre l’Eure, la Seine et la forêt de Bord-Louviers, la ville est proche des bassins d’emplois de Rouen, Val-de-Reuil et Paris, faciles d'accès depuis la construction de l’A13 en 1967.
Les municipalités, généralement de gauche, ont accompagné le développement des services publics de l’État en répondant aux besoins locaux (écoles, crèches, infrastructures sportives, voirie). Pont-de-l’Arche, avec plus de 4 000 habitants, est membre, depuis 2001, de la CASE, regroupant des communes des aires de Louviers et Val-de-Reuil.

### Les ponts

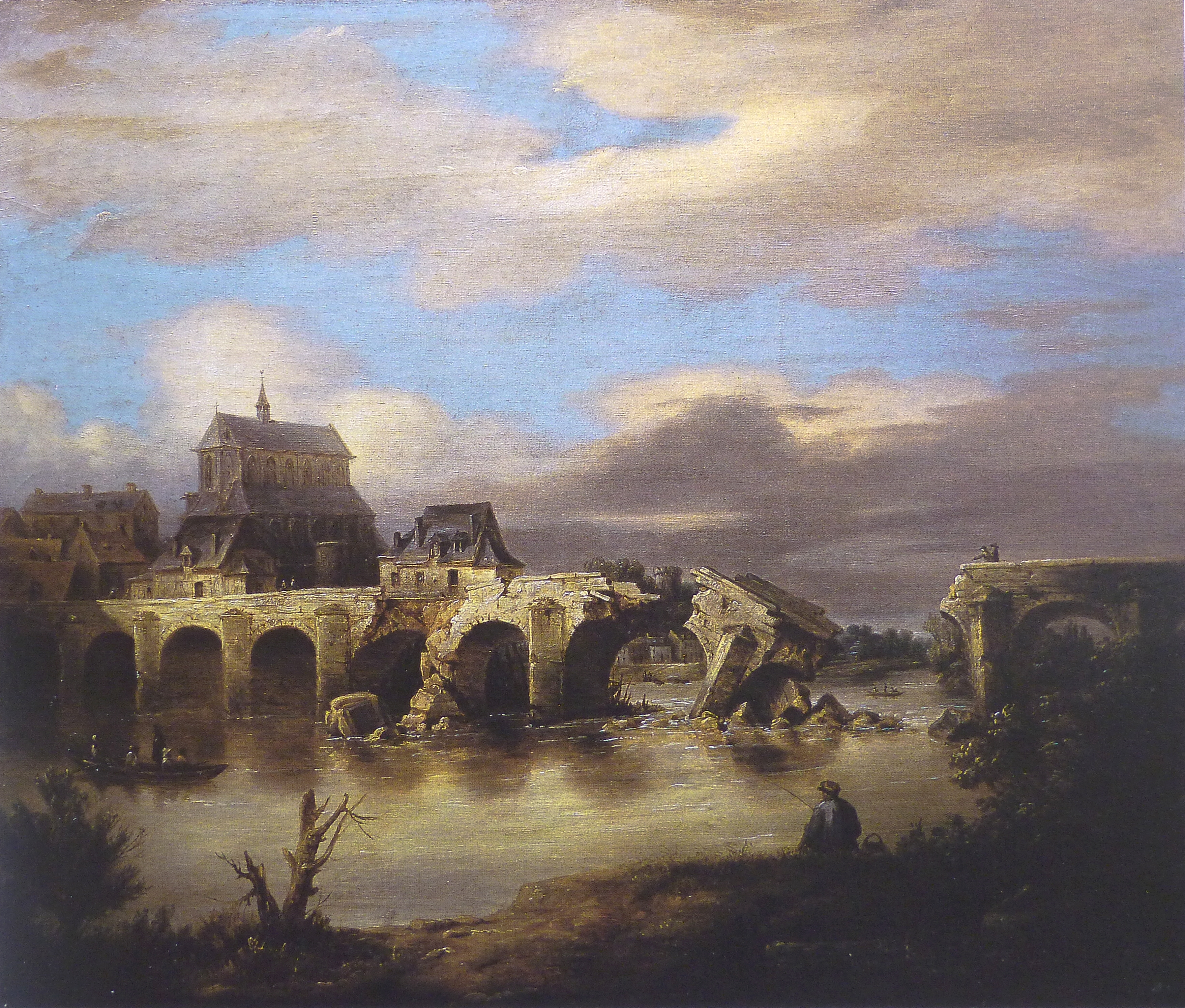
L'effondrement du Pont-de-l'Arche, toile de Jacques-Philippe Renout, vers 1850, musée de Louviers.

Le pont originel, en bois avec vingt-deux arches fermées de herses, fut construit à partir de 862 et protégé par deux forts situés de part et d'autre.
Ce pont est détruit en 1203, par Jean sans Terre alors en guerre contre Philippe Auguste qui le reconstruit à partir de 1204.
Ce deuxième pont s'écroula en 1856 et fut remplacé par un troisième qui fut édifié à partir de 1858 et remanié en 1932. Ce 3e pont sauta le 9 juin 1940, durant le combat de Pont-de-l'Arche lors de la bataille de France. Un pont de bois le remplaça durant l'occupation. Il fut édifié de décembre 1940 au 8 juin 1941 et mis en service le 18 juin 1941.
 Ce pont fut détruit par les bombardements alliés des 30 mai et 7 juin 1944.
Le 25 août 1944, les Allemands quittent la ville, qui est libérée le lendemain par les troupes canadiennes qui installent immédiatement un pont de bateaux.
En 1946, des pontons Whale du port Mulberry d'Arromanches sont amenés à Pont-de-l'Arche,.
Le septième pont est inauguré le 29 janvier 1955 par Pierre Mendès France.

## Politique et administration

### Tendances politiques et résultats
Dès que le maire a cessé d'être nommé par le préfet, en 1882, les républicains de gauche ont le plus souvent reçu les suffrages majoritaires quand bien même de nombreux notables conservateurs siégeaient au sein du conseil municipal. C'est autour de la Première Guerre mondiale que la bipolarisation droite-gauche s'est nettement imposée avec, d'un côté, les républicains de gauche et radicaux-socialistes (Maurice Delamare) et, de l'autre côté, les conservateurs. Le mouvement socialiste n'a pas réussi à détrôner le radicalisme en raison de la présence de Pierre Mendès-France (conseiller général et député). C'est donc un courant communiste qui a émergé surtout à partir des années 1930. Les divisions des tendances de gauche ont souvent conduit des listes de droite à siéger au conseil municipal. La perte d'influence des communistes a laissé place aux socialistes à la fin du XXe siècle.

### La mairie
Depuis 1968, la mairie est installée dans l'ancien hôtel Alexandre de la Fleurière, au n° 19 de la rue Maurice-Delamare. On y trouve aujourd'hui le service état civil, population, urbanisme, la police municipale, le service gestion du personnel, le secrétariat du maire et des élus, le bureau du directeur général des services, le service financier, le service culturel, le service communication, le service entretien des locaux. Depuis 2009, les services sociaux ont intégré Le Tremplin lors de la création de ce service.

### Liste des maires
| Période                                  | Période       | Identité                         | Étiquette                          | Qualité                                                                                              |
| ---------------------------------------- | ------------- | -------------------------------- | ---------------------------------- | --- |
| 1735                                     | 1736          | Jean Nicolas Le Cordier          |                                    | écuyer, sieur de Boisenval, conseiller du roi, receveur des tailles de l'élection de Pont-de-l'Arche |
| 1743                                     | 1771          | Jean Nicolas Le Cordier          |                                    | écuyer, sieur de Boisenval, conseiller du roi, receveur des tailles de l'élection de Pont-de-l'Arche |
| 1792                                     | 1795          | Joseph Alexandre de la Fleurière | nommé par le préfet                | rentier                                                                                              |
|                                          |               |                                  |                                    | |
|                                          |               | Jean-Baptiste-Aimé Delaporte     |                                    | Membre de la société libre d'agriculture, sciences, arts et belles-lettres de l'Eure                 |
|                                          |               |                                  |                                    | |
| 1869                                     | 1871          | Prosper Morel-Dubosc             | nommé par le préfet                | rentier                                                                                              |
| 1871                                     | 1882          | Alfred Houzard de la Potterie    | nommé par le préfet                | rentier                                                                                              |
| 1882                                     | 1885          | Félix Romain                     |                                    | capitaine de sapeurs-pompiers                                                                        |
| 1885                                     | 1890          | Jules Lequeux                    | républicains de gauche             | pharmacien                                                                                           |
| 1890                                     | 1891          | Achille Fumierre                 |                                    | |
| 1891                                     | 1892          | Henry Prieur                     | républicains de gauche             | industriel du chausson                                                                               |
| 1892                                     | 1894          | Adolphe Thomas                   |                                    | |
| 1894                                     | 1900          | Eugène Ferrand                   | républicains de gauche             | notaire                                                                                              |
| 1900                                     | 1902          | Léon Bataille                    | républicains de gauche             | |
| 1902                                     | 1908          | Jules Fromont                    | républicains de gauche             | |
| 1908                                     | 1912          | Henry Prieur                     | républicains de gauche             | Industriel du chausson                                                                               |
| 1912                                     | 1919          | Maurice Delamare                 | républicains de gauche, voire rad. | Industriel en produits pharmaceutiques                                                               |
| 1919                                     | 1923          | Anthime Ferrandier               | républicain modéré - droite        | Directeur de la Caisse d'épargne de Louviers                                                         |
| 1924                                     | 1930          | Maurice Delamare                 | républicains de gauche, voire rad. | Industriel en produits pharmaceutiques                                                               |
| août 1930                                | octobre 1930  | Patrice Girard                   | républicain modéré - droite        | Serrurier                                                                                            |
| 1930                                     | 1936          | Charles Morel                    | URD (droite)                       | Industriel de la chaussure                                                                           |
| 1936                                     | 1944          | Raoul Sergent                    | URD (droite)                       | Clerc de notaire                                                                                     |
| août 1944                                | décembre 1944 | Roger Tardy                      | Rad.                               | Ingénieur des ponts des chaussées président du conseil d’administration                              |
| 1944                                     | 1945          | Raymond Rohée                    | Soc.ind.                           | Ingénieur des ponts des chaussées                                                                    |
| 1945                                     | 1947          | André Benet                      | PCF                                | Ouvrier en chaussures                                                                                |
| 1947                                     | 1953          | Charles Morel                    | DVD                                | Industriel de la chaussure                                                                           |
| 1953                                     | 1954          | Didier Simon                     | DVD                                | Assureur                                                                                             |
| 1954                                     | mars 1959     | Alix Duchemin                    | Rad.                               | Sapeur-pompier (lieutenant)                                                                          |
| mars 1959                                | mars 1977     | Rolland Levillain                | DVD                                | Exploitant de scierie et carrière                                                                    |
| mars 1977                                | mars 1989     | Roger Leroux                     | PCF                                | Agent d'assurances                                                                                   |
| mars 1989                                | mars 2001     | Paulette Lecureux                | PS                                 | Enseignante                                                                                          |
| mars 2001                                | mars 2008     | Dominique Jachimiak              | DVG                                | Agent comptable                                                                                      |
| mars 2008                                | En cours      | Richard Jacquet                  | PS                                 | chargé de mission                                                                                    |
| Les données manquantes sont à compléter. |               |                                  |                                    | |

## Population et société

### Démographie
L'évolution du nombre d'habitants est connue à travers les recensements de la population effectués dans la commune depuis 1793. Pour les communes de moins de 10 000 habitants, une enquête de recensement portant sur toute la population est réalisée tous les cinq ans, les populations de référence des années intermédiaires étant quant à elles estimées par interpolation ou extrapolation. Pour la commune, le premier recensement exhaustif entrant dans le cadre du nouveau dispositif a été réalisé en 2006.

En 2022, la commune comptait 4 130 habitants, en évolution de −1,99 % par rapport à 2016 (Eure : −0,25 %, France hors Mayotte : +2,11 %).
| 1793  | 1800  | 1806  | 1821  | 1831  | 1836  | 1841  | 1846  | 1851  |
| ----- | ----- | ----- | ----- | ----- | ----- | ----- | ----- | ----- |
| 1 639 | 1 480 | 1 514 | 1 486 | 1 483 | 1 674 | 1 687 | 1 755 | 1 815 |

| 1856  | 1861  | 1866  | 1872  | 1876  | 1881  | 1886  | 1891  | 1896  |
| ----- | ----- | ----- | ----- | ----- | ----- | ----- | ----- | ----- |
| 1 699 | 1 661 | 1 643 | 1 617 | 1 618 | 1 711 | 1 789 | 1 752 | 1 867 |

| 1901  | 1906  | 1911  | 1921  | 1926  | 1931  | 1936  | 1946  | 1954  |
| ----- | ----- | ----- | ----- | ----- | ----- | ----- | ----- | ----- |
| 1 890 | 1 859 | 1 921 | 1 845 | 1 808 | 1 907 | 1 913 | 2 025 | 2 118 |

| 1962  | 1968  | 1975  | 1982  | 1990  | 1999  | 2006  | 2011  | 2016  |
| ----- | ----- | ----- | ----- | ----- | ----- | ----- | ----- | ----- |
| 2 308 | 2 737 | 2 883 | 2 456 | 3 022 | 3 499 | 3 898 | 4 154 | 4 214 |

| 2021  | 2022  | - | - | - | - | - | - | - |
| ----- | ----- | - | - | - | - | - | - | - |
| 4 135 | 4 130 | - | - | - | - | - | - | - |

### Manifestations culturelles et festivités
Située entre les berges de l'Eure et de la Seine, d'une part, et la forêt de Bord, d'autre part, Pont-de-l'Arche offre un cadre idéal aux promenades. En plus de son centre-ville patrimonial, de ses boutiques, de ses restaurants et de son marché du dimanche matin, Pont-de-l'Arche propose de nombreux événements festifs et culturels grâce à la Ville, au Comité des fêtes, aux associations...
- Le service culturel de la Ville organise Arts expos, expositions picturales ou sculpturales à la Salle d'Armes qui ont lieu toute l'année.
- Depuis 2006, événement unique en Normandie, a lieu en octobre le Salon de la céramique contemporaine avec des artistes de renommée nationale.
- Depuis 2008 ont lieu les Nocturnes du vendredi, rendez-vous organisés par la Ville autour d'animations musicales et de repas concoctés par les restaurateurs du centre-ville.
- Depuis 2009, la Ville organise un forum autour de l'emploi, de l'insertion et de la formation (en automne).
- Depuis 2012, en juillet, les Olympiades 276 rassemblent plus de 20 centres de loisirs de la région autour de l'initiation à plus de 20 épreuves olympiques ; de la sensibilisation à l'hygiène corporelle et une alimentation équilibrée ; et autour de l'éveil à la citoyenneté. Manifestation organisée par la Ville.

- Depuis 2017, le club de rugby ( RCA ) organise un rendez vous culturel avec des artistes de la chanson ou de la comédie. En 2021, le record d’affluence est battu avec la venue de l’humoriste Laurie Peret avec 800 spectateurs sur une journée.

- Différentes manifestations ponctuelles (voir l'agenda sur : www.pontdelarche.fr)

### Associations & sports
- Près de 36 associations font vivre la ville dans de nombreux domaines : festivités, groupements de locataires ou propriétaires, enfance-jeunesse, culture, céramique, lecture, théâtre, peinture, philatélie, pêche, couture, solidarité, anciens combattants, voitures de collection…
- Elles sont nombreuses à promouvoir la pratique d'un sport : rugby, football, gymnastique, hand-ball, basket-ball, full contact, judo, tennis, tennis de table, bujinkan-dojo, karting, yoga, volley-ball, cyclisme et badminton. Elles sont presque toutes adhérentes à l'Office municipal des sports (OMS) qui assure le lien entre elles, la Ville et d'autres partenaires éventuels.

La Ville, outre les subventions, met à disposition du matériel et des équipements tels que le stade Jacques-Havet (football), le stade Max-Fournier (rugby, football), le gymnase du Bon-air, le gymnase du collège (en tant que partenaire du syndicat intercommunal), une salle de l'école élémentaire, la Maison des associations.

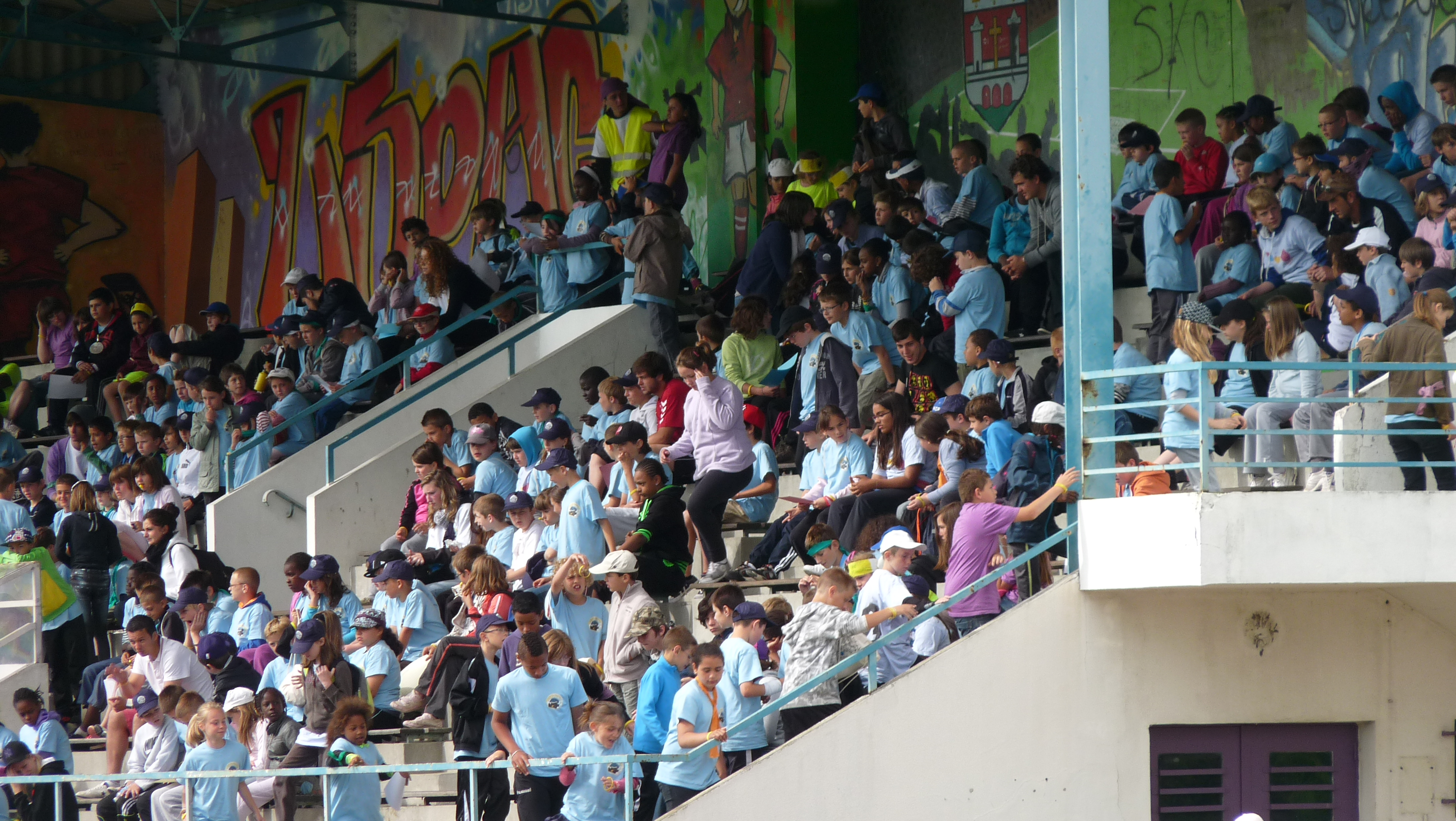
Les gradins du stade Jacques-Havet durant les Olympiades 276 (juillet 2012).

### Le Tremplin, maison des initiatives et des ressources
Créé en 2009, le Tremplin regroupe les services sociaux (CCAS, Banque alimentaire, accompagnement social, assistantes ménagères à domicile, portage de repas), l'accompagnement aux associations, la direction du pôle famille-enfance-jeunesse et près d'une quinzaine de partenaires de la Ville spécialisés dans le domaine de l'emploi et de l'aide sociale.

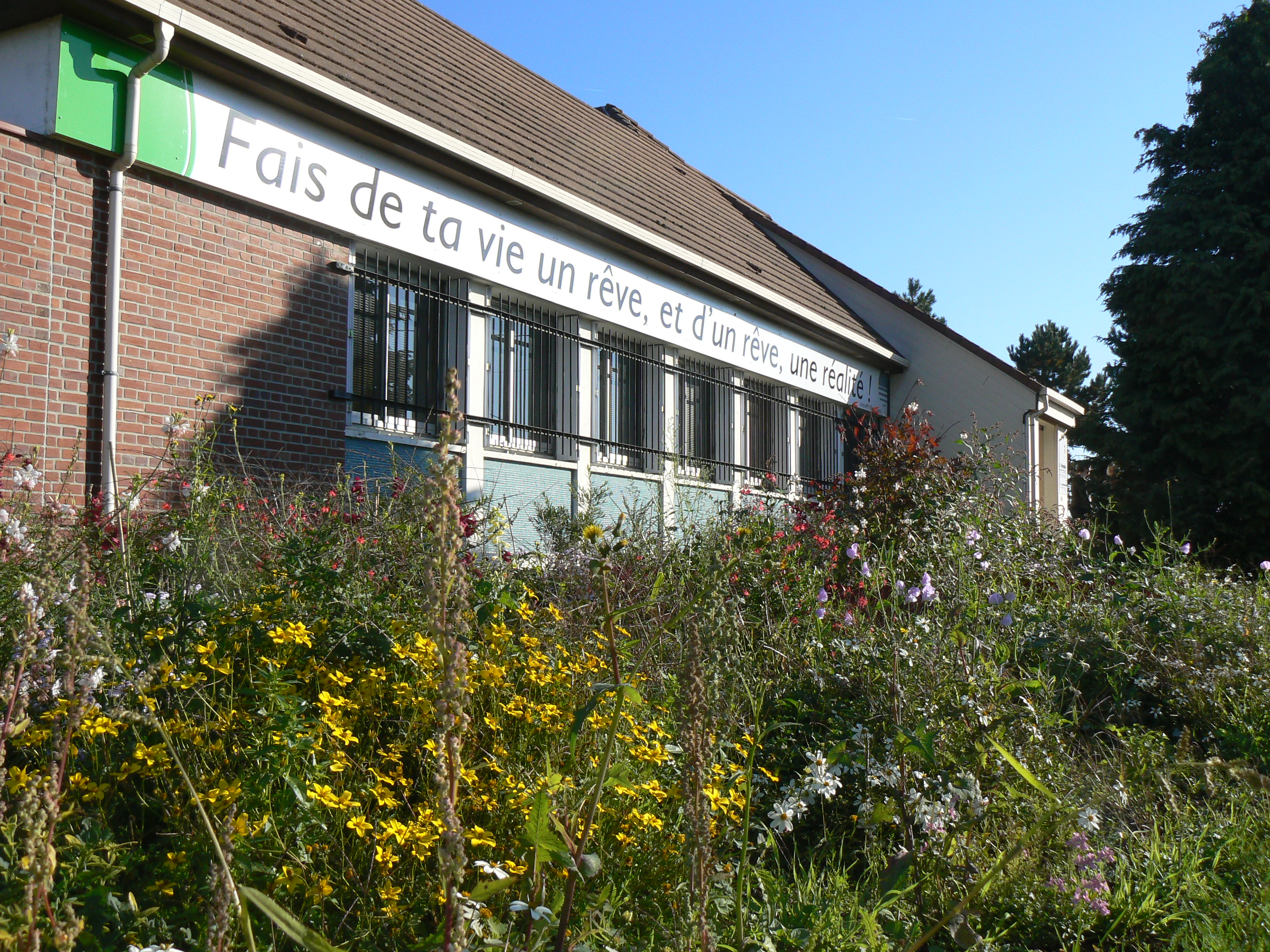
Le Tremplin, service municipal créé en 2009.

### Enfance-jeunesse
Outre les services périscolaires (ATSEM, restauration, accueil), la Ville propose un accueil de loisirs à chaque vacances scolaires. Destiné aux plus jeunes, il propose un riche programme d'animations au « Château » et ses annexes de la rue Roger-Bonnet en cours de réhabilitation totale depuis 2011. Depuis 2011, les adolescents et jeunes adultes sont accueillis à l'Espace jeunes (ex-Mil-clubs) situé au chemin du Becquet. Il a pour vocation d'offrir des animations et de favoriser l'insertion des jeunes dans la vie active (chantiers jeunes, accompagnement).

### Salles
En plus des équipements sportifs, la Ville loue ou prête la salle Ambroise-Croizat (60 places) au n° 4 de la place Maréchal-Leclerc et l'Espace des Arts'chépontains (ex-salle des fêtes, 300 places) au n° 16 de la rue Maurice-Delamare.

### Services techniques
Le service entretien des bâtiments, le service des espaces verts et la direction des services techniques sont situés au n° 24 de la rue Olivier-des-Bordeaux.

### Tourisme
Si le tourisme est une compétence de la CASE, la Ville joue un rôle en ce domaine, notamment pour soutenir le commerce local. Elle publie des documents et valorise le patrimoine ancien. Depuis les années 1990, elle gère le terrain de camping municipal, Camp'Eure, créé par l'Union commerciale dans les années 1960. Ce terrain de camping, aux portes de Rouen et d'Évreux, attire chaque année plusieurs milliers de touristes européens séduits par les tarifs de cette structure publique, les charmes de ce lieu où les eaux de l'Eure et de la Seine se mêlent, les services publics et les commerces du centre-ville qui le jouxtent.

## Économie
Autrefois principal pôle normand de fabrication de chaussures avec près de 15 entreprises et 2 000 salariés, Pont-de-l'Arche est devenue une ville résidentielle. Seules subsistent l'une usine de chaussures Marco et Briot International, une entreprise spécialisée dans le matériel pour les opticiens (groupe Luneau Technology Operations). Hormis la commune, les principaux employeurs sont l'établissement hospitalier pour personnes âgées dépendantes (EHPAD) et le centre-ville avec ses 65 commerces et artisans. Un village des artisans, porté par la communauté d'agglomération Seine-Eure (CASE), est construit en 2013 le long du contournement Sud de la ville. Les actifs archépontains se rendent au bassin Seine-Eure regroupé principalement autour de Louviers et Val-de-Reuil. Ils bénéficient aussi de la proximité de l'autoroute de Normandie (3 km) et se rendent à Rouen, Évreux ou en région parisienne.

## Culture locale et patrimoine

### Lieux et monuments

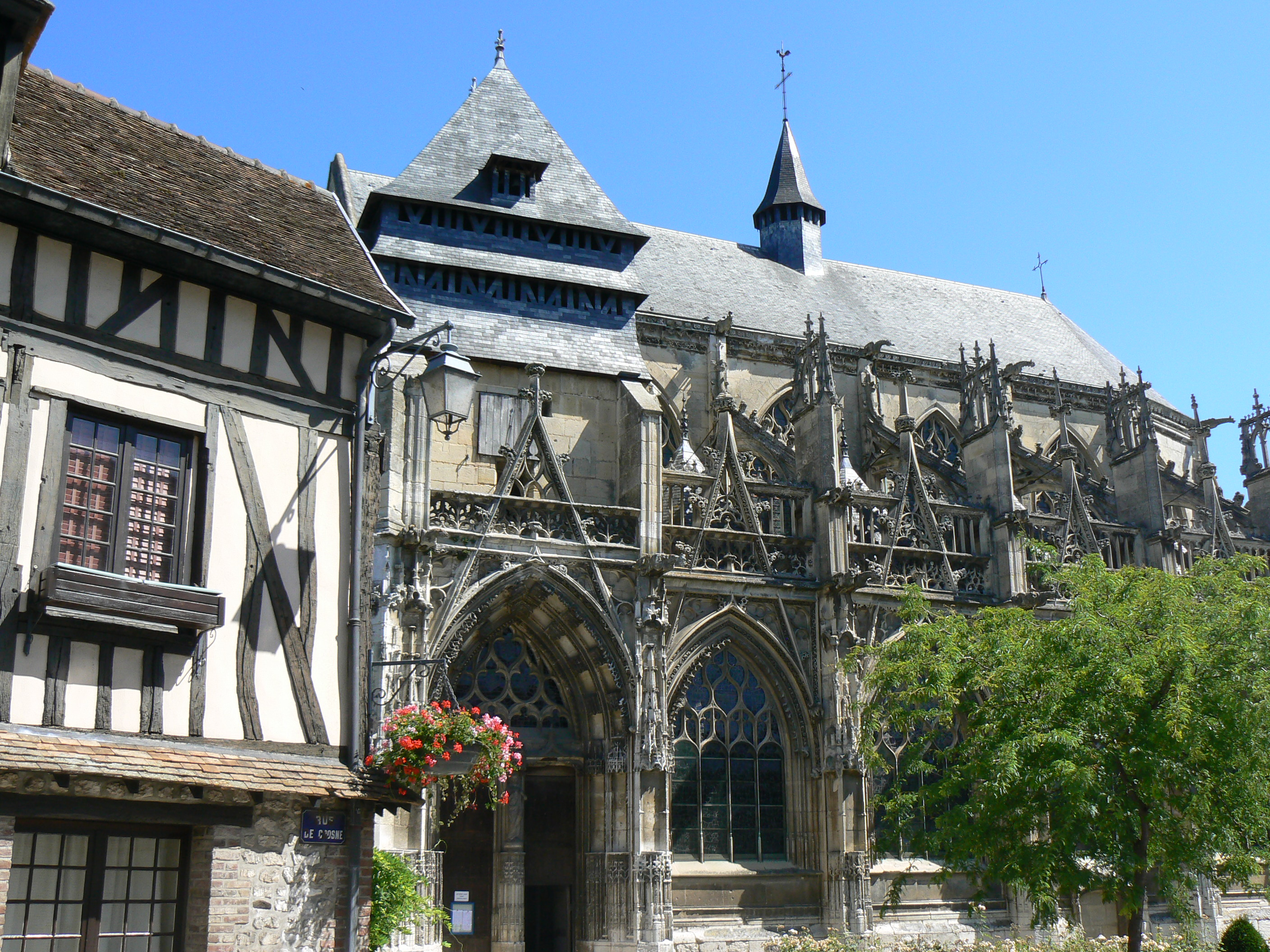
Notre-Dame-des-Arts, façade sud.

#### Patrimoine religieux
- L'abbaye Notre-Dame de Bonport (XIIIe, XIVe, XVIIe, XVIIIe et XIXe),  Classé MH (1942)[38]. Elle offre un contraste entre des salles ayant gardé la rigueur cistercienne de la fin du XIIe siècle et du début du XIIIe siècle et des aménagements, rappelant parfois les châteaux de la Loire. L'église, le cloitre, le bâtiment des convers et l'hôtellerie n'existent plus ;
- L'église Notre-Dame-des-Arts (XVIe et XVIIe),  Classé MH (1910)[39],[40] (Saint-Vigor jusqu'en 1896) du XVIe siècle. Le diocèse catholique d'Évreux en est l'affectataire par l'intermédiaire de la paroisse Saint-Pierre-des-Deux-Rives qui dessert cette église. Une grande verrière, créée en 1606 par le peintre verrier rouennais Martin Vérel, présente la pratique du halage des bateaux sous le pont - disparu - de la ville. De belles stalles sculptées XVIIe siècle jouxtent le maître-autel. La façade sud présente une belle illustration des fines ciselures de pierres du gothique flamboyant et l'amateur appréciera les orgues du XVIIe siècle ;
- Le presbytère du XVIIIe siècle[41].

#### Patrimoine militaire
- Anciens remparts (XIIe et XIIIe),  Inscrit MH (1939)  Classé MH (1939)  Classé MH (1941). Ils sont composés de vestiges dont les bases des tours datent de Philippe Auguste[42].
- L'ancien bailliage (XVIIe et XVIIIe),  Inscrit MH (2003)[43].

Les anciens remparts
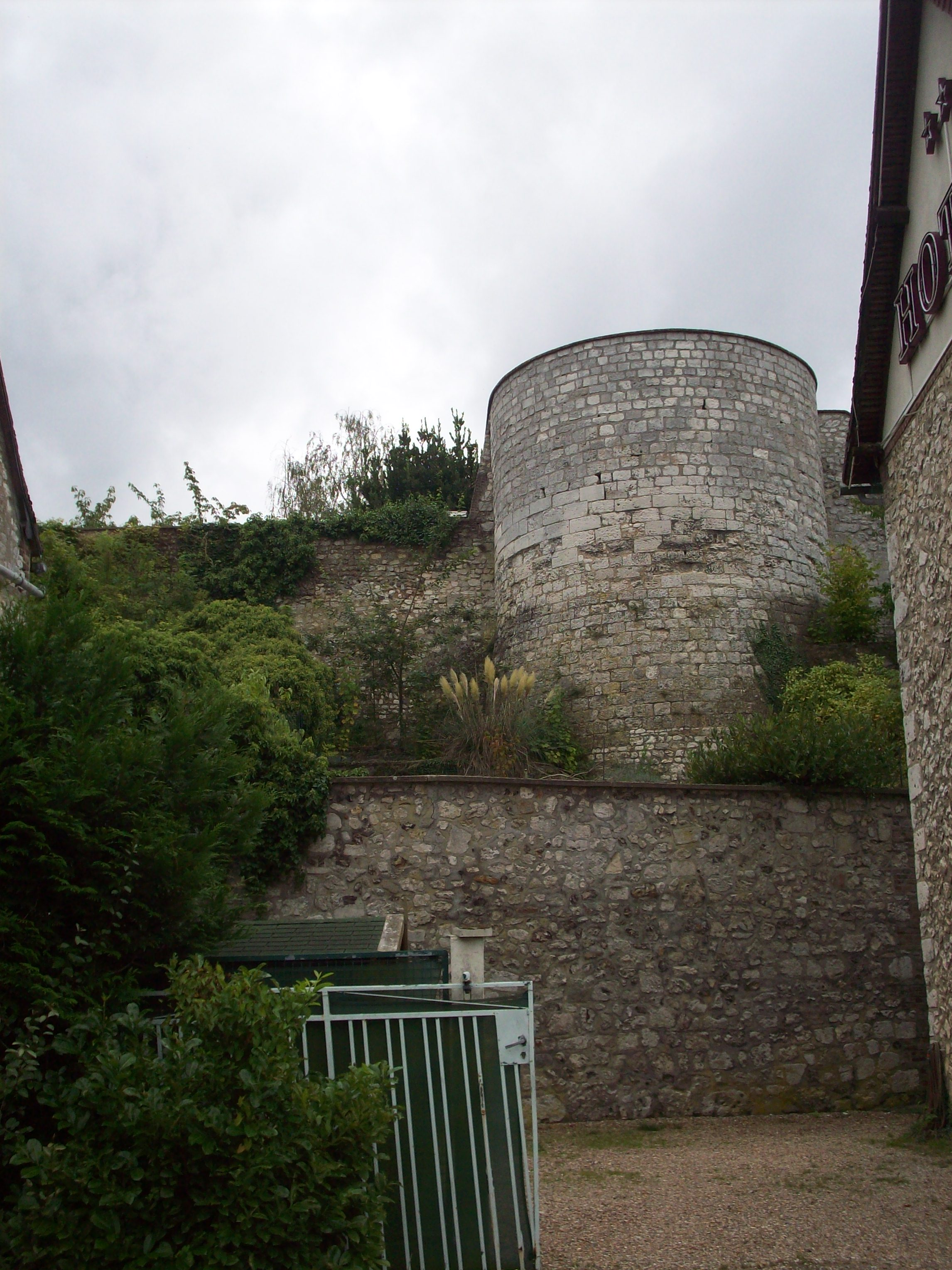
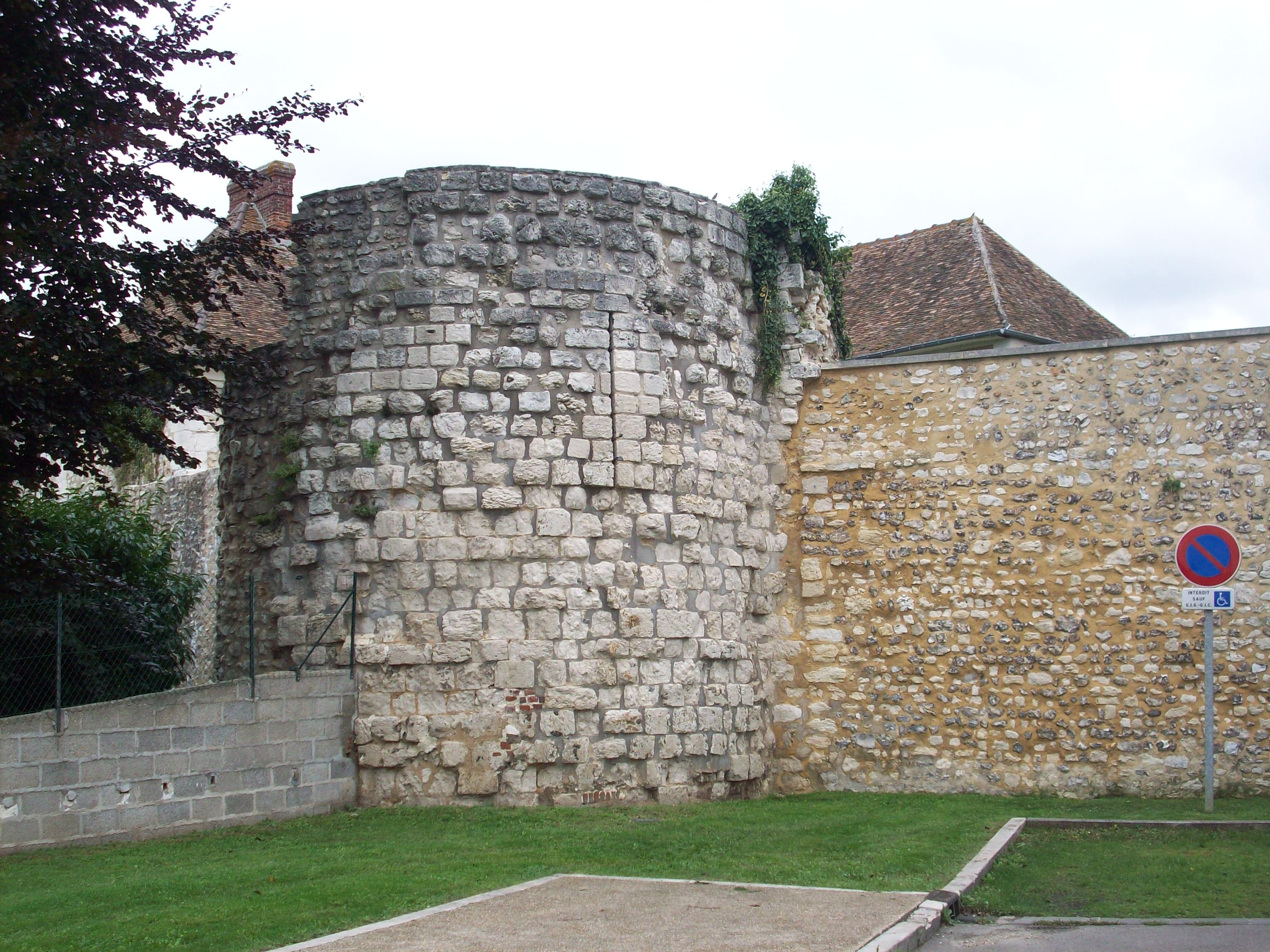
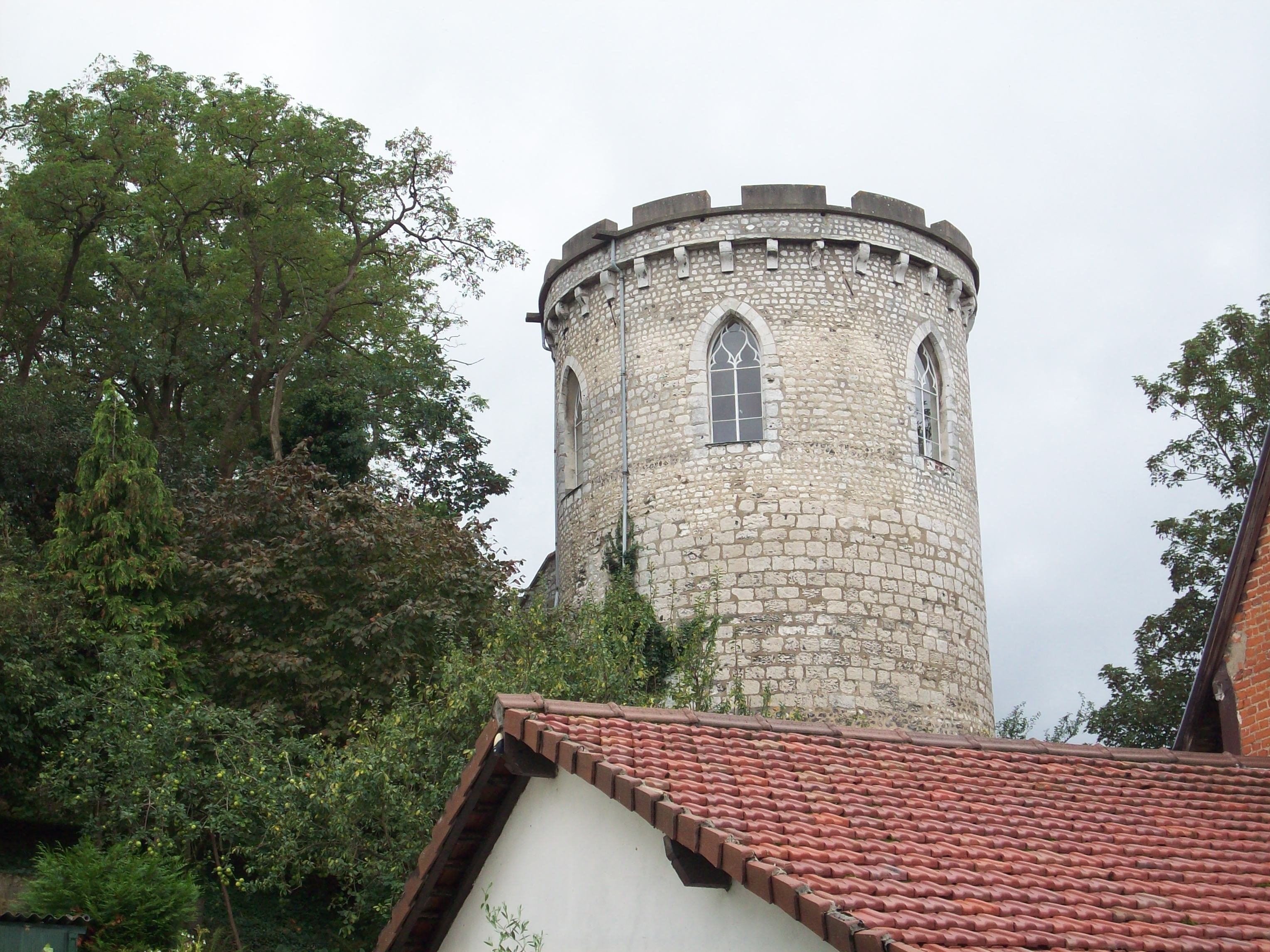

#### Patrimoine civil

##### Manoir

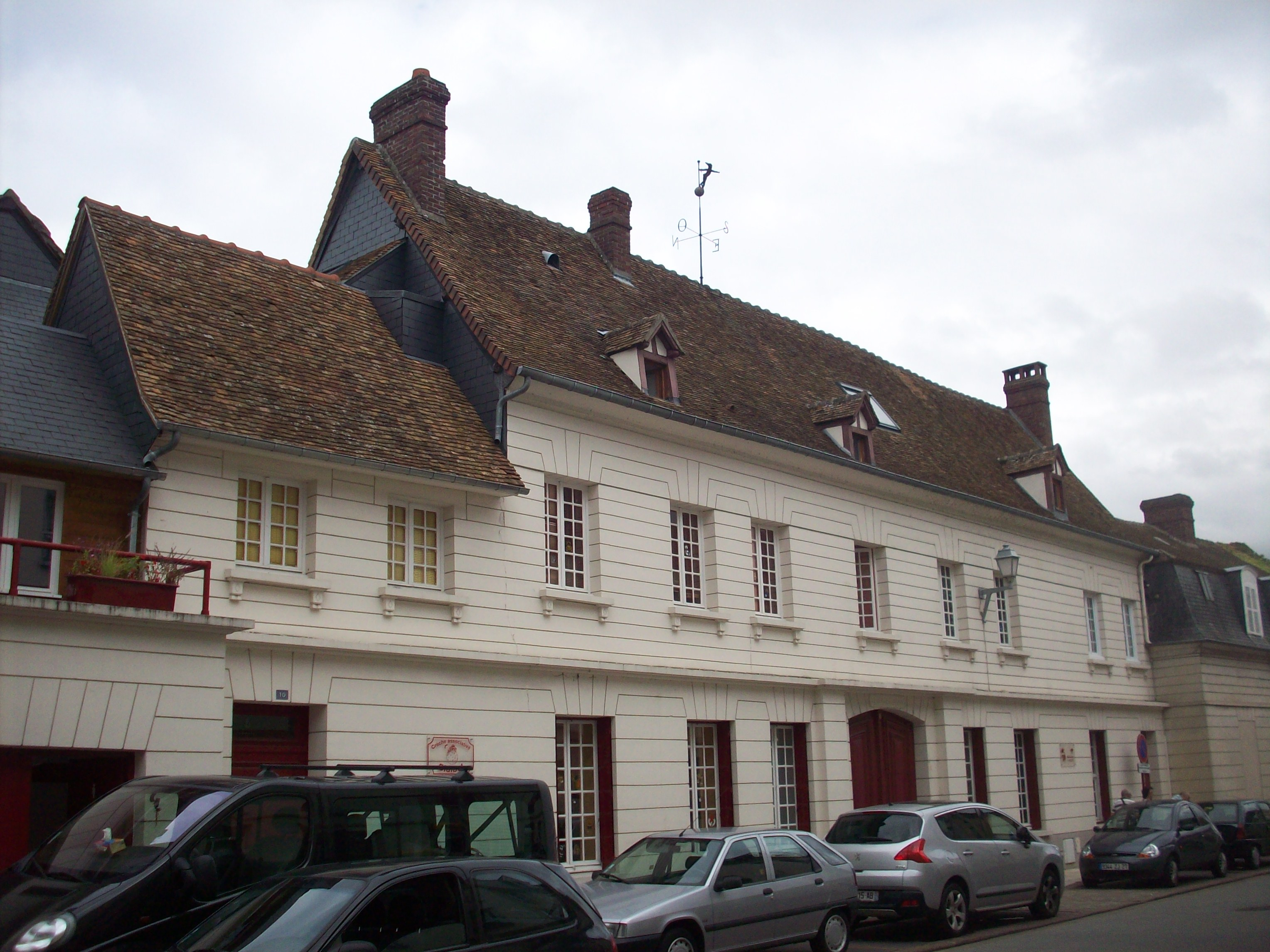
Le manoir situé rue Jean-Prieur.

- Un ancien manoir des XVIe, XVIIe et XVIIIe siècles situé rue Jean-Prieur,  Inscrit MH (2003)[44].

##### Maison
De nombreuses maisons, construites entre le XVe et le XIXe siècle, sont inscrites à l'inventaire général du patrimoine culturel. Elles sont situées : rue de l'Abbaye-sans-Toile (no 15 et no 17), rue Blin (no 7, no 14, no 15, no 16 b, no 19 a et no 19 b), rue de Crosne (no 2), place de l'Église (no 1), rue Huault, rue Henri-Prieur, rue Huault, place Hyacinthe-Langlois, rue Jean-Prieur, quai du Maréchal-Foch, rue de Paris, rue du Pont et rue Sainte-Marie.

##### École
- Le groupe scolaire Maxime-Marchand, inauguré en 1934, est signé des frères Laquèrière.

##### Pont
- Le pont actuel a été inauguré en 1955 par Pierre Mendès France.

#### Mémorial
- Le monument aux morts, daté de 1922, est signé Robert Delandre, sculpteur elbeuvien[55].

### Personnalités liées à la commune
- Jean Hays (seconde moitié du XVIe siècle) conseiller et avocat du roi à Rouen et dramaturge, y est né.
- Eustache-Hyacinthe Langlois (1777-1837), né au pays, archéologue, artiste dessinateur, nouvelliste... qui a participé au lancement de l’étude du patrimoine médiéval normand, a été à l'origine du musée des Antiquités de Rouen et était professeur à l’école des beaux-arts. Des amis du monde culturel ont honoré sa mémoire et financé un buste (disparu) et un médaillon à Pont-de-l’Arche. Les élus ont donné son nom à la principale place de la ville.
- Jacques Henri Lartigue (1894-1986), photographe, a habité Pont-de-l'Arche.
- Jules Massenet (1842-1912), compositeur, a habité Pont-de-l'Arche de 1891 à 1894 dans une vieille maison Henri IV le "Mûrier"
- Pierre Mendès France (1907-1982), député de la circonscription de Louviers (1932-1940 et 1946-1958), conseiller général du canton (1937-1940 et 1945-1958).
- Octave Mirbeau (1848-1917) a habité une location de la commune voisine des Damps de 1888 à 1892 et a situé deux de ses romans dans la région de Pont-de-l'Arche, Dans le ciel et Le Journal d'une femme de chambre. Il a observé la détresse des ouvriers chaussonniers de Pont-de-l'Arche qui était alors d'autant plus forte que la ville a été touchée pendant trois ans par une épidémie d'influenza. Les chaussonniers ne pouvant travailler, ils en étaient réduits à demander du pain au Bureau de bienfaisance lequel se trouva vite sans ressources. Le maire demanda une aide exceptionnelle en préfecture. Octave Mirbeau l'appuya en vain et l'écrivain, qui effectuait ses premières armes anarchistes, écrivit la nouvelle Les abandonnés, publiée dans Le Figaro qui critiquait sévèrement le gouvernement républicain opportuniste de Sadi Carnot. Par ailleurs, Octave Mirbeau trouvait aux Damps et à Pont-de-l'Arche à satisfaire son plaisir de flâner dans de charmants décors naturels[56].
- Simone Sauteur (1921-2012), enseignante, poète et résistante française, en est citoyenne d'honneur.

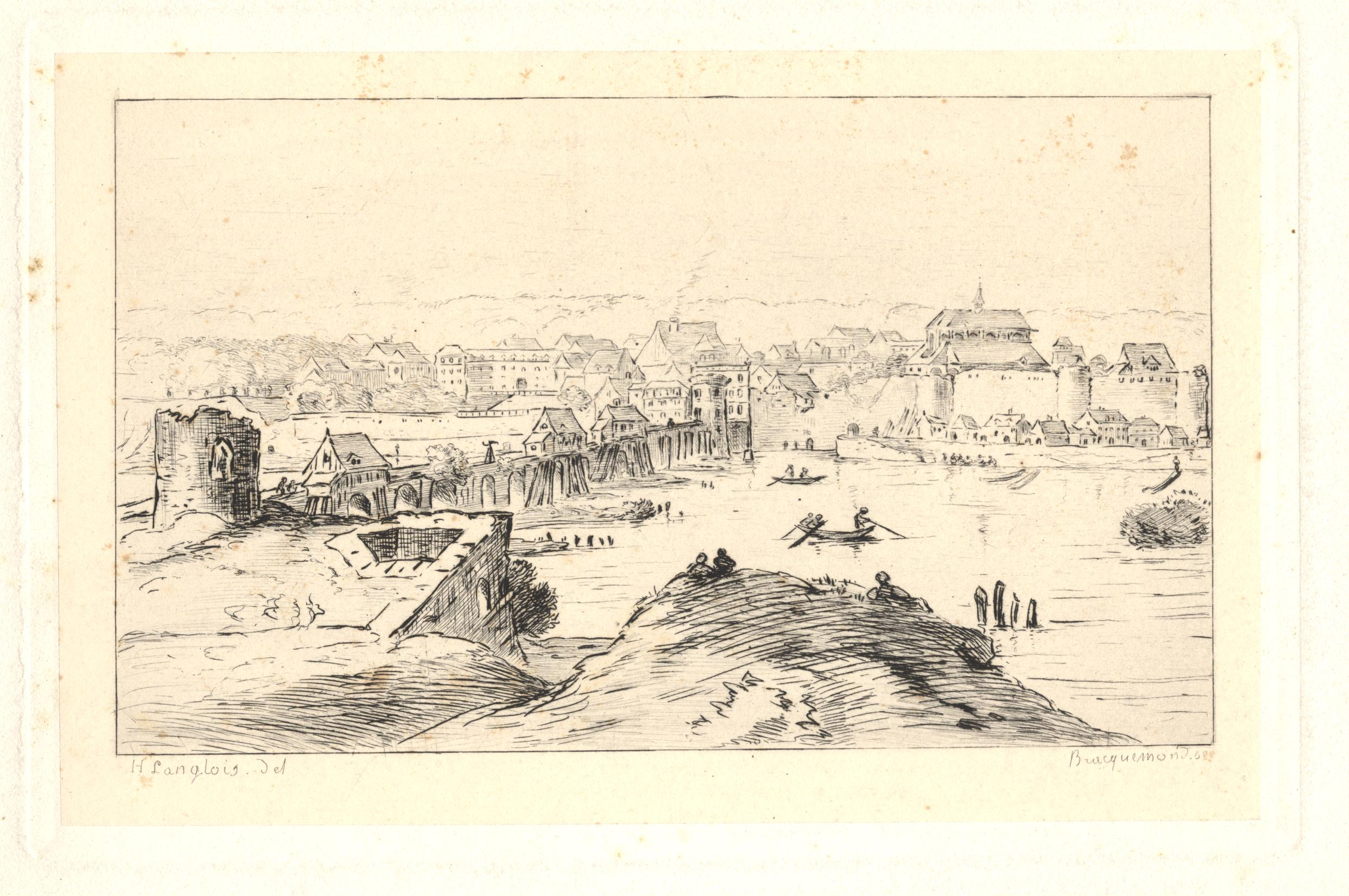
Ancien pont avec les moulins vu par E.H.Langlois.

### Héraldique
| Armes de Pont-de-l'Arche | Les armes de Pont-de-l'Arche se blasonnent ainsi : De gueules, à un pont de trois arches d'argent, mouvant d'une mer de sinople, chargé d'une croix à tige d'or sur le milieu, et de deux tours d'argent couvertes aux deux extrémités, au chef d'azur, chargé de trois fleurs de lis d'or. Tel que rapporté par Malte-Brun, dans la France illustrée (1882). |